# Biblioteca Județeană „Dinicu Golescu” Argeș
Biblioteca Județeană „Dinicu Golescu” Argeș este o instituție de cultură a județului Argeș.

## Prezentare generală
Biblioteca Județeană „Dinicu Golescu” Argeș se prezintă ca o „instituție de cultură indispensabilă vieții spirituale a municipiului Pitești și a județului Argeș”, având misiunea de a promova cunoașterea, iar obiectivul final este satisfacerea intereselor de studiu, lectură, informare, documentare, educare și recreere pentru întreaga comunitate a județului. Pentru a veni în sprijinul cetățenilor județului, biblioteca pune la dispoziție colecții și informații din toate domeniile cunoașterii umane, însumând peste o jumătate de milion de unități de bibliotecă, materializate în documente specifice: ediții bibliofile, rarități editoriale, carte veche românească și străină, carte cu autograf și însemnări manuscrise, ediții princeps, cărți poștale ilustrate, marile enciclopedii ale lumii, documente electronice, lucrări și periodice curente.

## Istoric
După Unirea Principatelor Române la 1859 au apărut instituții de învățământ, de cultură, de sănătate care însoțeau procesul economic în continuă dezvoltare, Biblioteca Județeană „Dinicu Golescu” Argeș fiind una dintre aceste instituții care au apărut și s-au dezvoltat cu sprijinul caritabil al unor persoane cu avere și simț civic. O astfel de persoană a fost Paraschiva Ștefu Nicolau, care la 22 februarie 1869 a lăsat Primăriei Pitești prin testament, 200 de galbeni austrieci, care să fie folosiți pentru cumpărarea de cărți. După autentificarea testamentului, Paraschiva Ștefu Nicolau încetează din viață, la 4 martie 1869. La un an de la deces, moștenitorii aduc la cunoștința Primăriei Pitești, la 20 februarie 1870, conținutul testamentului. „Banii au fost încasați de primărie și s-au cheltuit în trebuințele comunei, de aceea trebuie prevăzuți în buget pentru „formarea Bibliotecii”. Primăria Pitești avea în posesie 2350 de lei noi, echivalentul celor 200 de galbeni, scopul donației și condițiile testamentului fiind cumpărarea de cărți pentru înființarea unei biblioteci publice. După nenumărate ezitări, la 18 mai 1881, Primăria confirmă primirea tuturor cărților, conform contractului, astfel dorința locuitoarei Paraschiva Ștefu Nicolau de a se crea în Pitești o „Bibliotecă Publică” și care să poarte numele soțului său, Ștefu, era îndeplinită. Numărul volumelor și valoarea cărților aflate în Biblioteca Publică Ștefu, care funcționa în clădirea Liceului I.C.Brătianu, au crescut după ce cărturarul piteștean Gheorghe Ionescu-Gion a donat, în 1904, peste 1000 de volume în limbile latină, franceză și română.
În anul 1928, un grup de intelectuali piteșteni, în frunte cu institutoarea Tatiana Bobancu, a înființat Ateneul Popular Ionescu-Gion sub patronajul căruia au funcționat Biblioteca și Muzeul Etnografic al județului Argeș.   
În urma Hotărârii Consiliului de Miniștri din 23 iulie 1950, privind noua împărțire administrativ-teritorială a țării, biblioteca publică va deveni bibliotecă regională. În anul 1955, Biblioteca regională Argeș s-a mutat în Palatul de cultură, clădire care aparținuse până atunci justiției. După reforma administrativ-teritorială din luna martie 1968, biblioteca a devenit municipală, iar din anul 1974, a devenit județeană, îndeplinind funcția de biblioteca publică pentru municipiul Pitești și principalul for metodologic pentru bibliotecile orășenești și comunale din județ.  
La 22 august 1995 Consiliul Local al municipiului Pitești a emis Hotărârea Nr.100 „Privind darea în folosință gratuită, pe durata existenței construcției, a suprafeței de 1690 mp, teren pentru construire obiectivului de investiții Biblioteca Județeană Argeș în municipiul Pitești”. Astfel, pe baza acestei hotărâri, Consiliul Județean Argeș a emis Autorizația de construire, pe terenul din strada Victoriei, nr.18, în vederea realizării obiectivului, arhitecți fiind soții Maria și Alexandru Mulțescu. Investiția a fost aprobată prin H.G. Nr.346/1994, clădirea fiind finalizată și dată în utilizare publică în martie 2003. Mutarea tezaurului bibliotecii și a mobilierului s-a efectuat pe parcursul câtorva luni (august 2002-martie 2003), astfel că la 3 martie a putut să primească primii utilizatori.   
Noul sediu al Bibliotecii Județene „Dinicu Golescu” Argeș ne întâmpină cu bustul din bronz, realizat de artistul plastic piteștean Vasile Rizeanu, al boierului Dinicu Golescu care a înființat în perioada 1926-1930, pe domeniul său de la Golești, Școala Slobodă Obștească unde învățau deopotrivă atât copii cu bani cât și cei săraci, în mod gratuit, fiind prima școală unde fetele învățau alături de băieți. Din acest motiv, biblioteca îi poartă numele, devenind patronul spiritual, deoarece a avut un rol important în dezvoltarea județului Argeș. Instituția are o suprafață de 5000 mp și oferă facilități pentru desfășurarea activităților, la parter găsim un hol generos care permite organizarea de expoziții, o sală de conferințe de 150 de locuri și cele două săli de împrumut pentru adulți: beletristică, știință și tehnică. La etajul I se află sala de lectură, sala de împrumut pentru copii și tineret, catalogul electronic. La etajul II găsim sala presă, seriale și legislație, sala colecțiilor speciale, sala referințe electronice și internet. Între etajele II și III putem admira un vitraliu generos de 140 mp, realizat de artistul piteștean Emanuel Zoe, care dă lumină și multă personalitate holului central, iar la etajul al III-lea găsim depozitul legal, legătoria, arhiva instituției, centrala telefonică și birourile diferitelor servicii.        

## Secțiile bibliotecii

### Sala Împrumut la domiciliu pentru copii și tineret
Pentru atragerea copiilor și tinerilor către „lumea magică a cărților” în această secție se organizează și se desfășoară diferite activități instructiv-educative pentru utilizatorii școlari.
Începând cu anul 2014, secția a participat la Concursul Național de Lectură „Bătălia cărților”, scopul fiind promovarea literaturii contemporane pentru copii și adolescenți și însușirea de către participanți a competențelor de lectură: înțelegerea textelor literare, interpretarea proprie a conținutului acestora, oral sau scris.

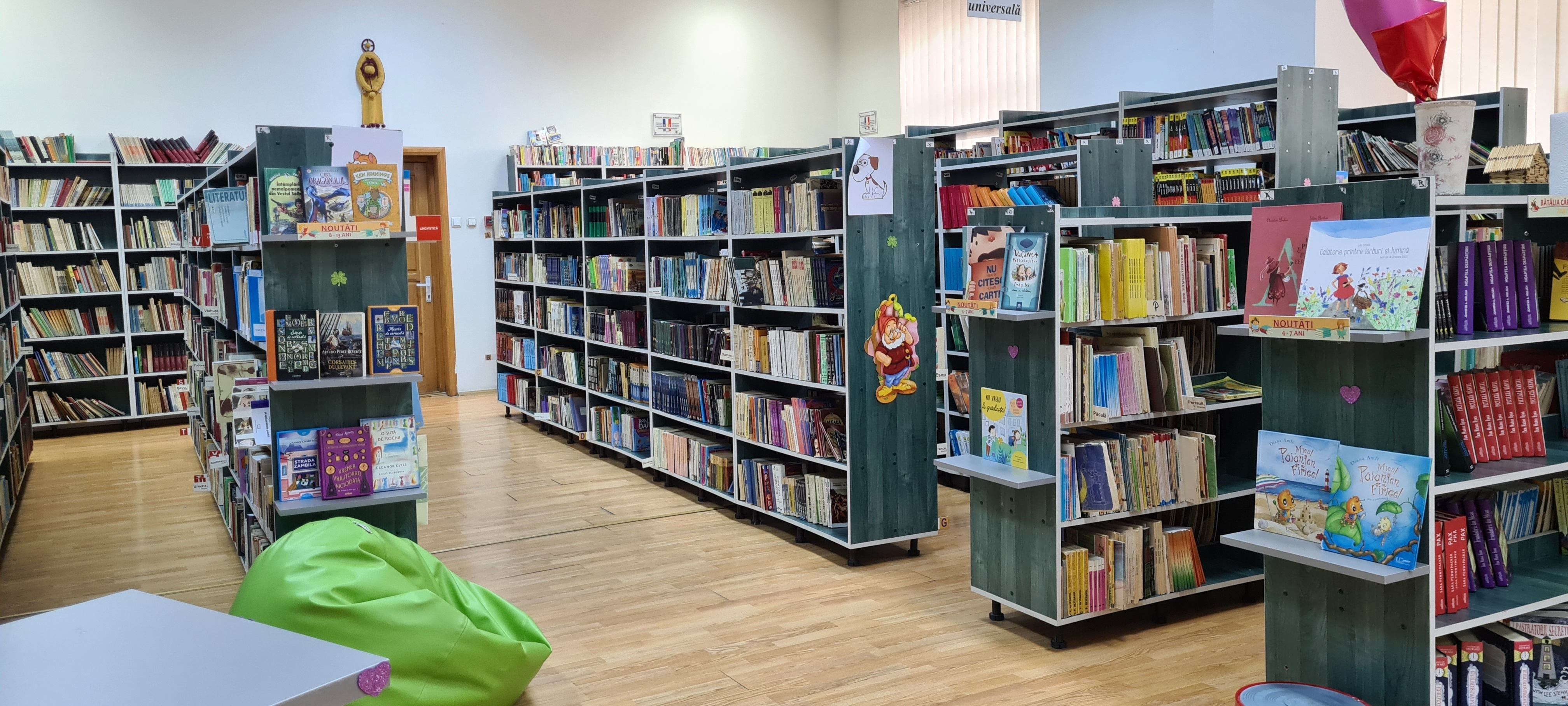
Sala Împrumut la domiciliu pentru copii și tineret

### Sala Beletristică
În această secție utilizatorii au acces liber la raft putând alege dintr-un fond enciclopedic din domeniul literaturii. Pentru a veni în sprijinul utilizatorilor, biblioteca organizează diferite activități, astfel că, începând cu anul 2014 a fost inițiat concursul național numit „Bătălia cărților”, organizat sub egida Asociației Naționale a Bibliotecarilor și Bibliotecilor Publice din România și se încheie cu acordarea de premii pentru cele mai bune fișe de lectură.

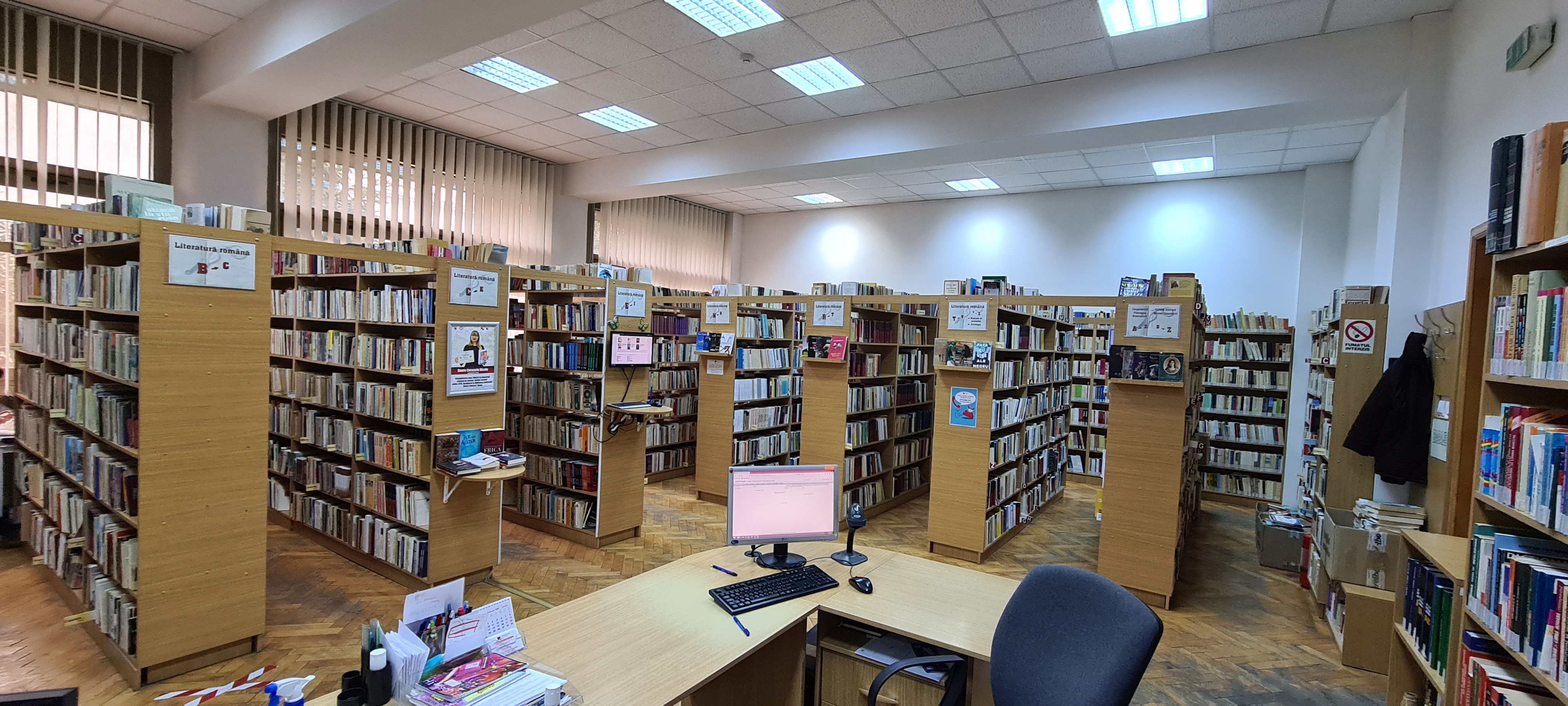
Sala Beletristică

Este înființată în anul 2007 si se adresează elevilor peste 14 ani, studenților, dar și maturilor care sunt dornici sa experimenteze din „bunătățile” bibliotecii. Utilizatorii au acces liber la raft putând alege din mai multe domenii ale cunoașterii: generalități, psihologie, sociologie, pedagogie, religie, economie, politică, matematică, astronomie, chimie, informatică, electrotehnică, medicină, istorie, geografie, turism, dar pot accesa și on-line în baza de date, prin intermediul modulului OPAC (Online Public Access Catalog).

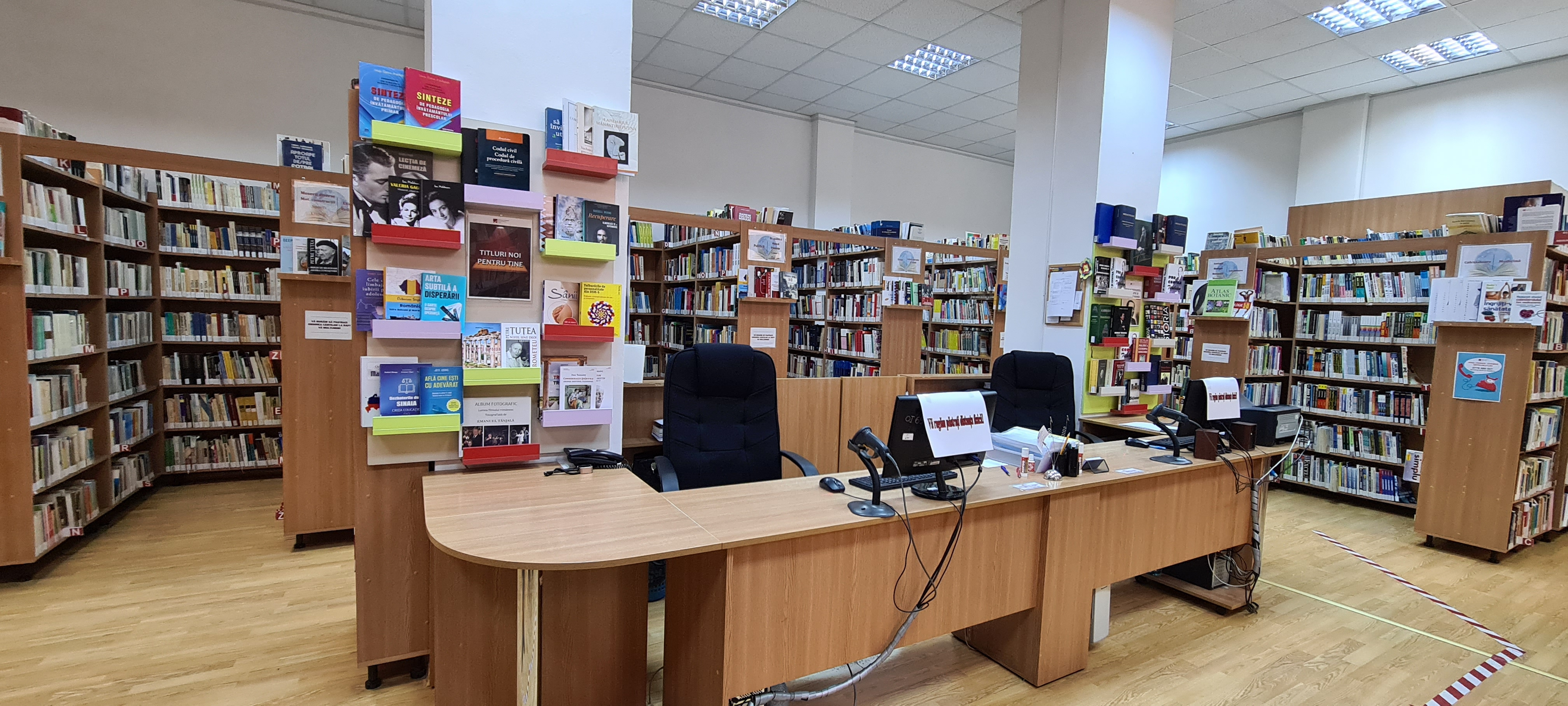
Sala Știință și tehnică

### Depozitul general și Sala de lectură
Depozitul general este unul dintre punctele importante ale instituției, unde se păstrează cea mai mare parte a documentelor fiind asigurate utilizatorilor, în sala de lectură, la solicitarea acestora. Pentru a se informa, utilizatorii au la dispoziție cataloagele tradiționale, dar și catalogul electronic, care poate fi consultat atât în cadrul instituției, cât și online.  

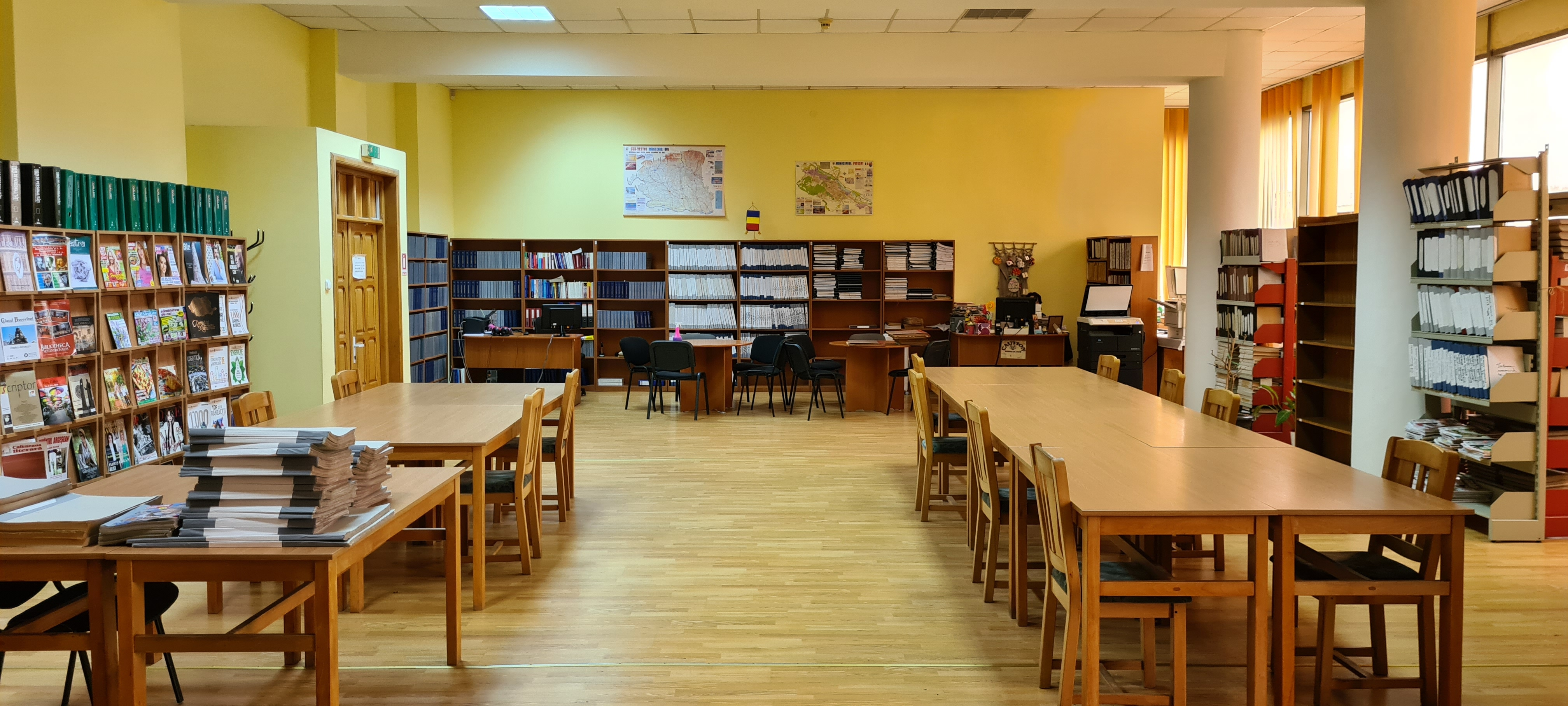
Sala Presă, seriale și legislație

### Sala Presă, seriale și legislație
Cele peste 2500 de titluri de periodice din această secție sunt alcătuite din publicații locale și naționale: reviste de cultură, de specialitate și de divertisment; colecția de hotărâri ale Guvernului României; colecția de publicații ale Monitorului Oficial; Legislația României. Sala Presă, seriale si legislație păstrează și periodice vechi: Curierul de ambe sexe, Albina, Convorbiri literare, Boabe de grâu, Columna lui Traian.

### Sala Referințe electronice și internet
Sala de Referințe electronice și internet a fost înființată în anul 2006, utilizatorii având acces gratuit la internet. În anul 2012 site-ul www.bjarges.ro a câștigat premiul „Cel mai bun site de bibliotecă” acordat de Asociația Națională a Bibliotecilor și Bibliotecarilor din România. În anul 2011 a fost înființată prima adresă în rețelele de social media: www.facebook.com/BJArges, la care s-a adăugat, în anul 2015, și cele două: www.facebook.com/BibliotecaTinerilorArgeseni și www.facebook.com/BiblioteciArgesene.

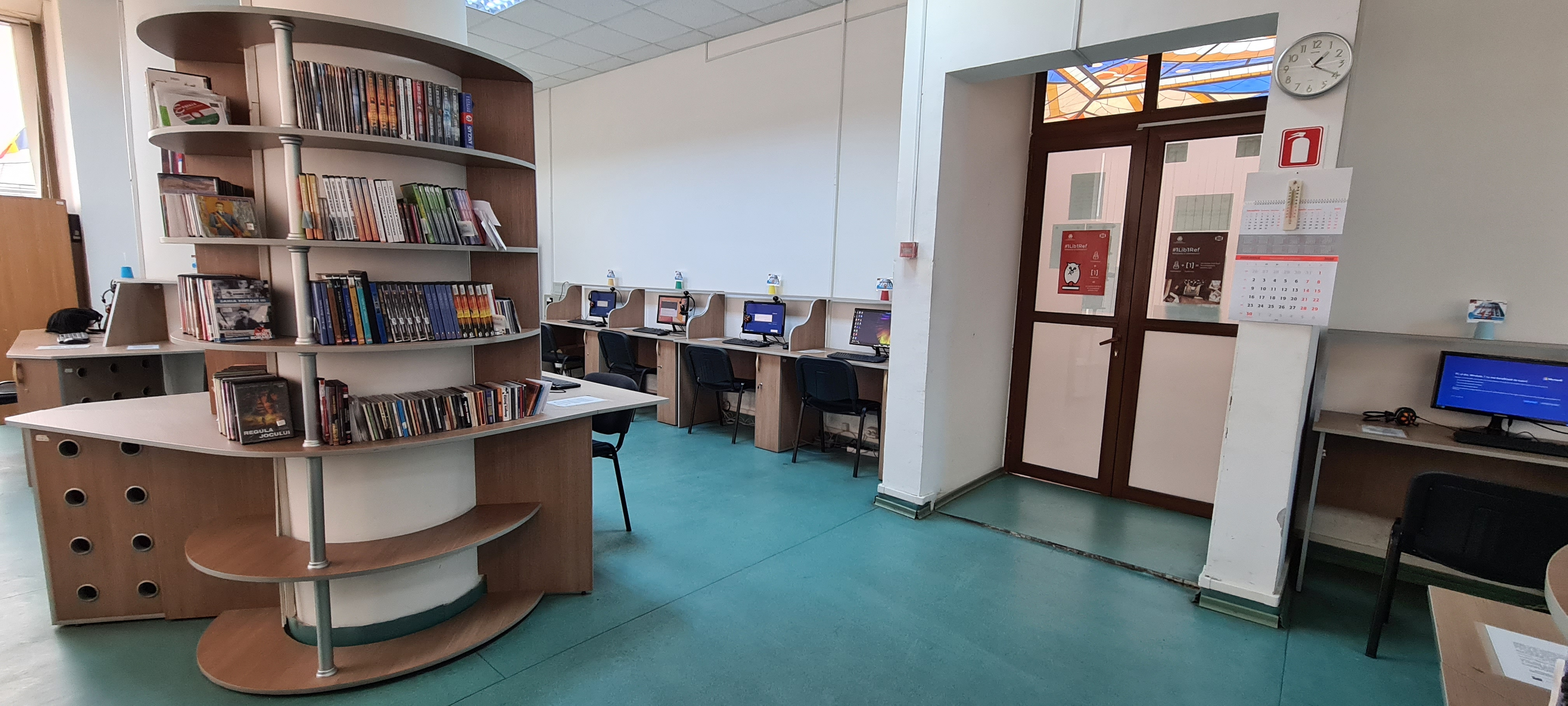
Sala Referințe Electronice și Internet

### Sala Colecții speciale
Depozitul acestei secții s-a format din cărți vechi românești, din perioada 1640-1830; cărți vechi și rare străine, din perioada 1545-1750; cărți cu autografe și însemnări olografe; cărți în ediții de lux și princeps; cărți cu diverse elemente de bibliofilie      (ex-libris, ștampile); cărți poștale ilustrate vechi și contemporane, fotografii, hărți vechi și contemporane, stampe, albume de artă, partituri, discuri.

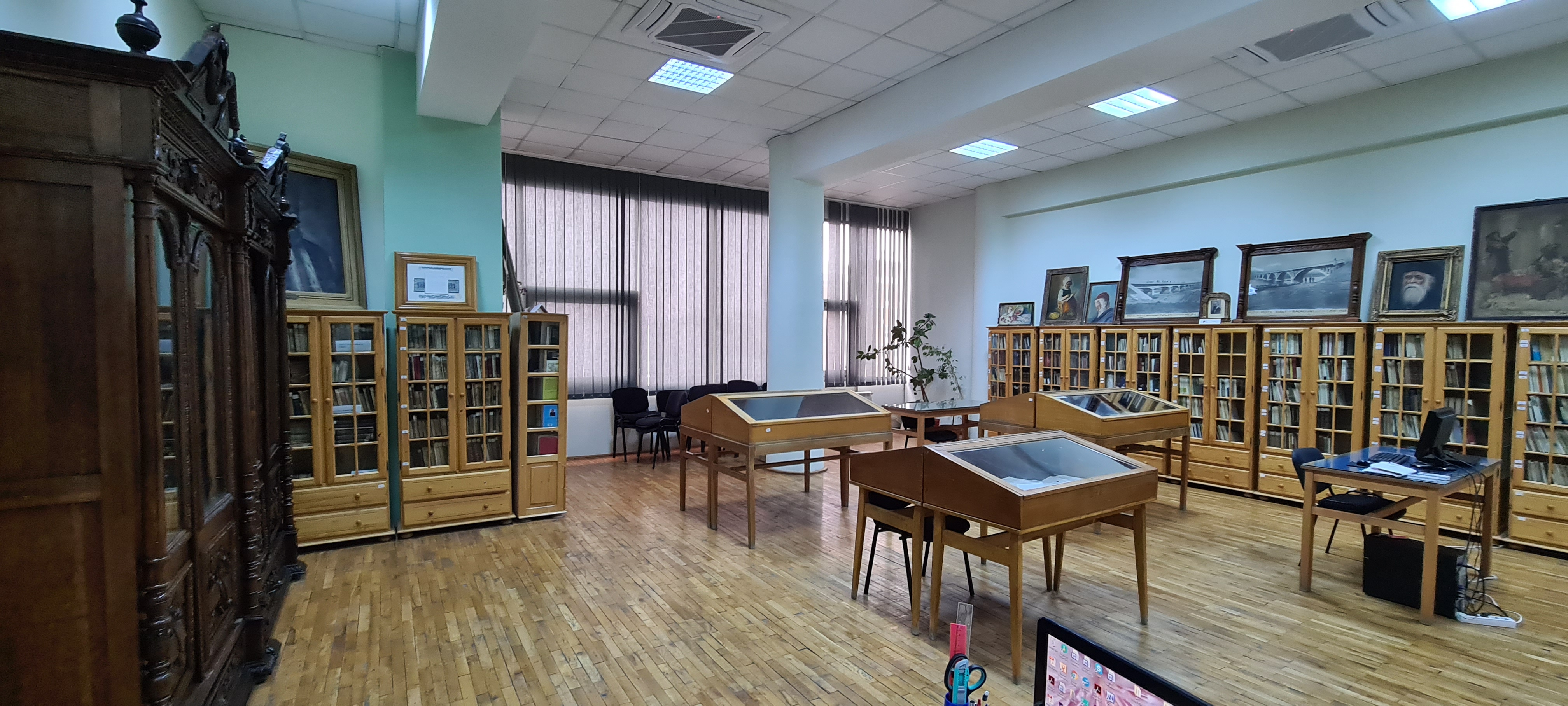
Sala Colecții Speciale

## Centrul Europe Direct Argeș
Centrul Europe Direct Argeș este un punct de informare europeană, găzduit de Biblioteca Județeană „Dinicu Golescu” Argeș, care funcționează în baza unui proiect câștigat, succesiv, în anii 2009, 2013, 2017, finanțat de Comisia Europeană și Consiliul Județean Argeș, având misiunea de a oferi informații despre Uniunea Europeană, încurajează dezbaterea și dialogul pe teme europene, iar cu ajutorul unor instrumente de comunicare promovează o cetățenie implicată. Prin intermediul Centrului sunt gestionate anual circa 1300 de solicitări de informații, sunt organizate anual circa 40 de evenimente, iar site-ul www.edarges.ro înregistrează peste 20000 de vizitatori unici pe an.

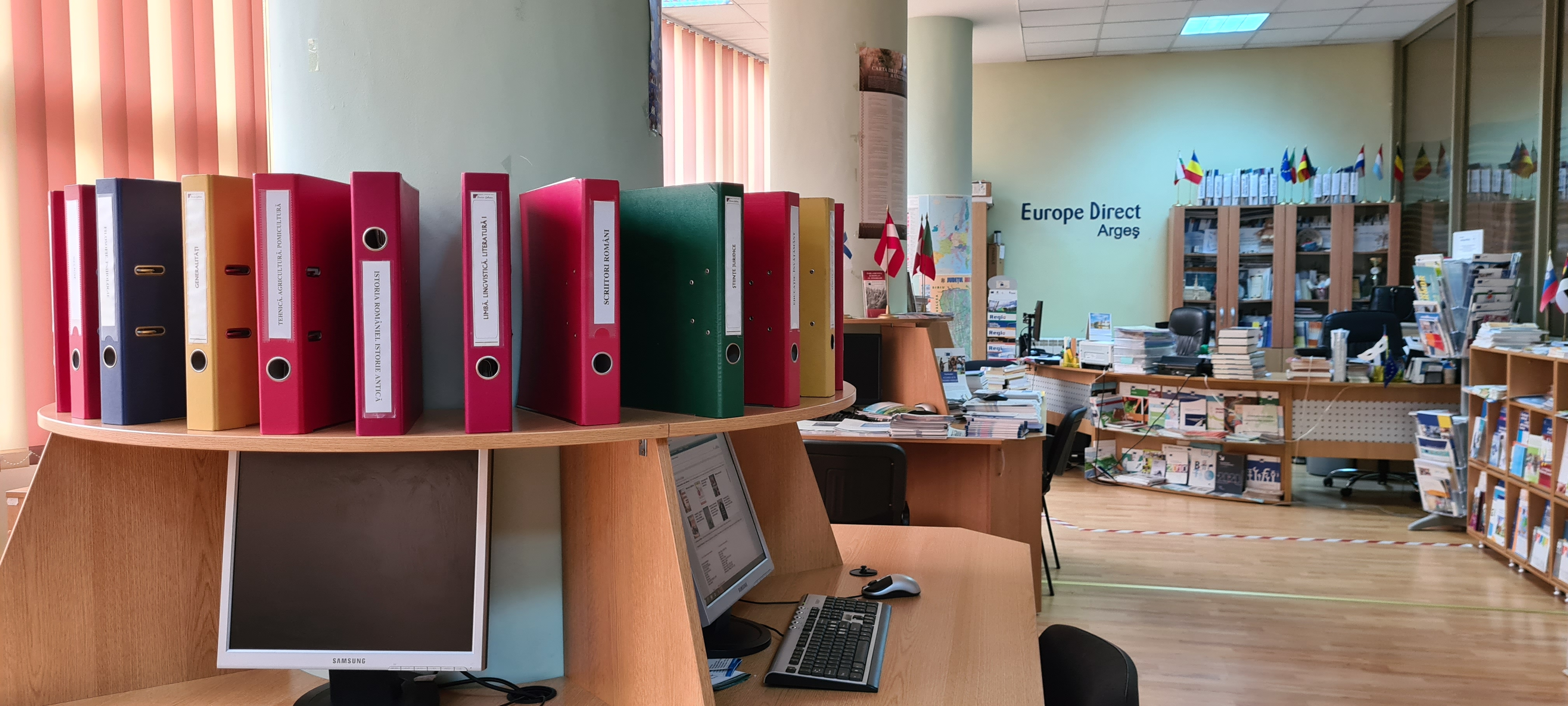
Europe Direct Argeș